# Среднеуранский
Среднеуранский — посёлок в Оренбургской области Новосергиевского района. Административный центр МО СП «Среднеуранский сельсовет».

## История
В 1966 г. Указом Президиума ВС РСФСР поселок отделения № 7 совхоза имени Электрозавода переименован в Среднеуранский.

## Население
| 2010 |
| ---- |
| 815  |